# Канал мимо
Канал мимо је српска хумористичка телевизијска серија из 1998. године, са Миланом Гутовићем и Николом Симићем у главним улогама.

## Улоге
| Глумац               | Улога                  |
| -------------------- | ---------------------- |
| Милан Гутовић        | Јеленко                |
| Никола Симић         | Хранислав              |
| Предраг Ејдус        | Директор               |
| Бранислав Зеремски   | Геније                 |
| Катарина Жутић       | Дада                   |
| Драгана Ђукић        | Венера                 |
| Наташа Бабић - Зорић | Милица                 |
| Мирослав Михајловић  | Зозонијевић            |
| Зоран Миљковић       | Некрофил               |
| Едвард Дајч          | Писац                  |
| Душан Радовић        | Каранфил Бибић         |
| Ана Симић            | Украјинка              |
| Елизабета Поповић    | Сељанка                |
| Предраг Станић       | Сељак                  |
| Милан Чучиловић      | Анђео / Aдвокат мафије |
| Небојша Љубишић      | Ђаво                   |
| Миленко Павлов       | Лазар                  |
| Гордана Бјелица      | Ђина                   |
| Власта Велисављевић  | Председник општине     |
| Meлита Бихали        | Чистачица              |
| Александар Иванчевић | Хатшепсут              |
| Драгослав Илић       | Финансијски инспектор  |
| Предраг Милетић      | Директор 1             |
| Миња Војводић        | Новинар                |
| Донка Игњатовић      | Жена 1                 |
| Драгомир Станојевић  | Телохранитељ 1         |
| Милан Ђорђевић       | Телохранитељ 2         |
| Бојан Пајић          | Телохранитељ 3         |
| Радмила Радовановић  | Конобарица             |
| Анђелка Ристић       | Жена 1                 |
| Тамара Павловић      | Жена 2                 |
| Милош Стојановић     | Човек 1                |
| Милош Тимотијевић    | Човек 2                |
| Мирко Буловић        | Директор 2             |
| Пеђа Јовановић       | Директор 3             |
| Горан Даничић        | Мекани                 |
| Бранислав Стојановић | Свештеник              |
| Дејан Парошки        | Шофер                  |
| Млађа Веселиновић    | Деда                   |
| Љубиша Ристовић      | Ђура                   |
| Предраг Коларевић    | Мајстор 1              |
| Андрија Ковач        | Мајстор 2              |
| Курума Амаду         | Црнац                  |
| Дејан Јелача         | Ветаринар              |
| Даница Радуловић     | Гошћа 1                |
| Елизабета Поповић    | Гошћа 2                |
| Војка Чордић         | Ленка                  |
| Мирослав Жужић       | Аранђел                |